# Šaševo
Šaševo is een plaats in de gemeente Čađavica in de Kroatische provincie Virovitica-Podravina. De plaats telt 109 inwoners (2001).